# Theodore S. Wright
Pour les articles homonymes, voir Wright.
Theodore Sedgwick Wright (parfois orthographié Theodore Sedgewick Wright), né à Providence vers 1797 et mort à New York en 1847, est un pasteur abolitionniste afro-américain actif à New York.
Il est le premier Afro-Américain à entrer dans un séminaire de théologie, celui de Princeton dont il sort diplômé en 1828. Il participe en 1833 à la fondation de l'American Anti-Slavery Society puis à sa scission en 1840.
Passionné par le développement de la jeunesse, la diffusion de l'évangile et l'abolition de l'esclavage, il est un militant de premier plan du mouvement anti-esclavagiste jusqu'à sa mort à l'âge de 50 ans.

## Biographie

### Jeunesse et formation
Theodore Sedgwick Wright naît vers 1797 à Providence (Rhode Island) de parents libres. Sa famille déménage sans doute à New York où il fréquente l'African Free School (en).
Il est le deuxième Afro-Américain admis dans une institution américaine d'études supérieures[à vérifier] et le premier à terminer des études théologiques dans un séminaire aux États-Unis. Outre les enseignants du Princeton Theological Seminary, le gouverneur DeWitt Clinton et Arthur Tappan de la New York Manumission Society le soutiennent dans ses études.
Il sort diplômé du Princeton Theological Seminary en 1828.
En 1837, il épouse Adaline T. Turpin de New Rochelle.

### Carrière
Theodore Sedgwick Wright devient deuxième pasteur de la « First Colored Presbyterian Church » de New York avant 1833 et le reste jusqu'à sa mort. Cette église, fondée par Samuel Cornish, est connue plus tard sous le nom de « Shiloh Presbyterian Church » et deviendra l'actuelle St. James Presbyterian Church à Harlem.
Il est en 1833 l'un des membres fondateurs de l'American Anti-Slavery Society, un groupe interracial composé de Samuel Cornish, un presbytérien noir, et de nombreux congrégationalistes. Il siège au comité exécutif de la société jusqu'en 1840. Il la quitte cette année-là avec d'autres membres modérés, notamment Arthur Tappan et son frère Lewis Tappan (en), et participe à la fondation de l'American and Foreign Anti-Slavery Society (en). Leur désaccord porte sur certaines des propositions de William Lloyd Garrison, notamment son insistance pour que des femmes occupent des postes de direction.
Lors d'une convention nationale en 1837, il combat une résolution qualifiant la légitime défense de « non chrétienne ». Il soutient les activités d'autres communautés noires de l'État de New York ; il prend par exemple la parole en 1837 lors de la dédicace de la première église noire de Schenectady.
Il dirige pendant des années le réseau du « chemin de fer clandestin » à New York dont sa maison au 235 W. Broadway est une étape. Il siège au comité de vigilance de New York qui aide les esclaves fugitifs et résiste à leur renvoi dans le Sud.
En 1843, lors de la convention nationale noire de Buffalo, il change d'opinion sur l'usage de la violence et appuie l'appel d'Henry Highland Garnet au soulèvement des esclaves. Frederick Douglass s'oppose à cette proposition qui est rejetée de peu par les membres de la convention.
Theodore Sedgwick Wright meurt à l'âge de 50 ans, peut-être d'épuisement, le 25 mars 1847 à New York.